# Bahauddin Nakšbándí
Bahauddin Nakšbándí (známý též pouze jako Nakšbándí, v persko-arabském světě jako Bahá ad-Dín Nakšband, persky: بهاءالدین محمد نقشبند, vlastním jménem Muhammad binni Muhammad Bahouddin an-Naqshband al-Buxoriy; 1318, vesnice Qasr-i Hinduvan, obvod Kogon, Bucharská oblast, Čagatajský chanát – 1389, vesnice Qasr-i Orifon, obvod Kogon, Bucharská oblast, Timuridská říše) je slavný islámský světec z oblasti dnešního Uzbekistánu a zakladatel súfíského sunnitského náboženského bratrstva (taríka) zvaného Nakšbándí.

## Život
Nakšbándí se narodil v březnu roku 1318 ve vesnici Qasr-i Hinduvan nedaleko Buchary. Stejně jako většina obyvatelstva tohoto regionu patřil i Bahauddin k tádžickému etniku a byl rodilým mluvčím perštiny.
Rané texty nezmiňují, jak získal přezdívku „Nakšband“, ani její význam. Později bylo částečně dosaženo dohody, že odkazovalo na naqsh (otisk) jména Alláha, který byl pevný v srdci díky neustálé a nepřetržité modlitbě. Během svého života vykonal dvě poutě do Mekky, chvíli pobýval i v Níšápuru a Herátu. Žil zvláštní život, živil se pouze vlastní tvorbou – malováním květin. Roku 1380 založil náboženské bratrstvo (taríka) zvané Nakšbándí, které se řadí k súfíské odnoži sunnitského islámu.
Na základě svého zbožného života se stal světce ma také patronem Buchary. Místní obyvatelé jsou na něj neuvěřitelně hrdí a po absolvování hadždže přijímají ke svému jménu přídomek "al-Bucharí", který značí, že daný věřící, který vykonal pouť do Mekky (jeden z pěti hlavních pilířů islámu), pochází z Buchary. Lidé s přídomkem "al-Bucharí" jsou v muslimské světě velmi vážení právě díky odkazu Bahauddina Nakšbándího, který Nakšbándí v islámu zanechal.
Obyvateli Buchary je také zvaný jako „Khoja Bahauddin“ (Choža Bahaudín), slovo "khoja" v překladu znamená "učitel islámu". Mezi členy dnešního řádu Nakšbándí, zejména v Turecku, je známý také jako „Shah-e Naqshband“ (šáh Nakšband).

## Smrt
Zemřel 2. března 1389 v Qasr-i Hinduvan, který byl poté z úcty k němu přejmenován na Qasr-i Orifon, kde se také nachází jeho mauzoleum, které je jedním z hlavních spirituálních míst v Buchaře. Tři generace po jeho smrti začalo učení Nakšbándího dostávat podporu mezi turkickým obyvatelstvem Střední Asie.

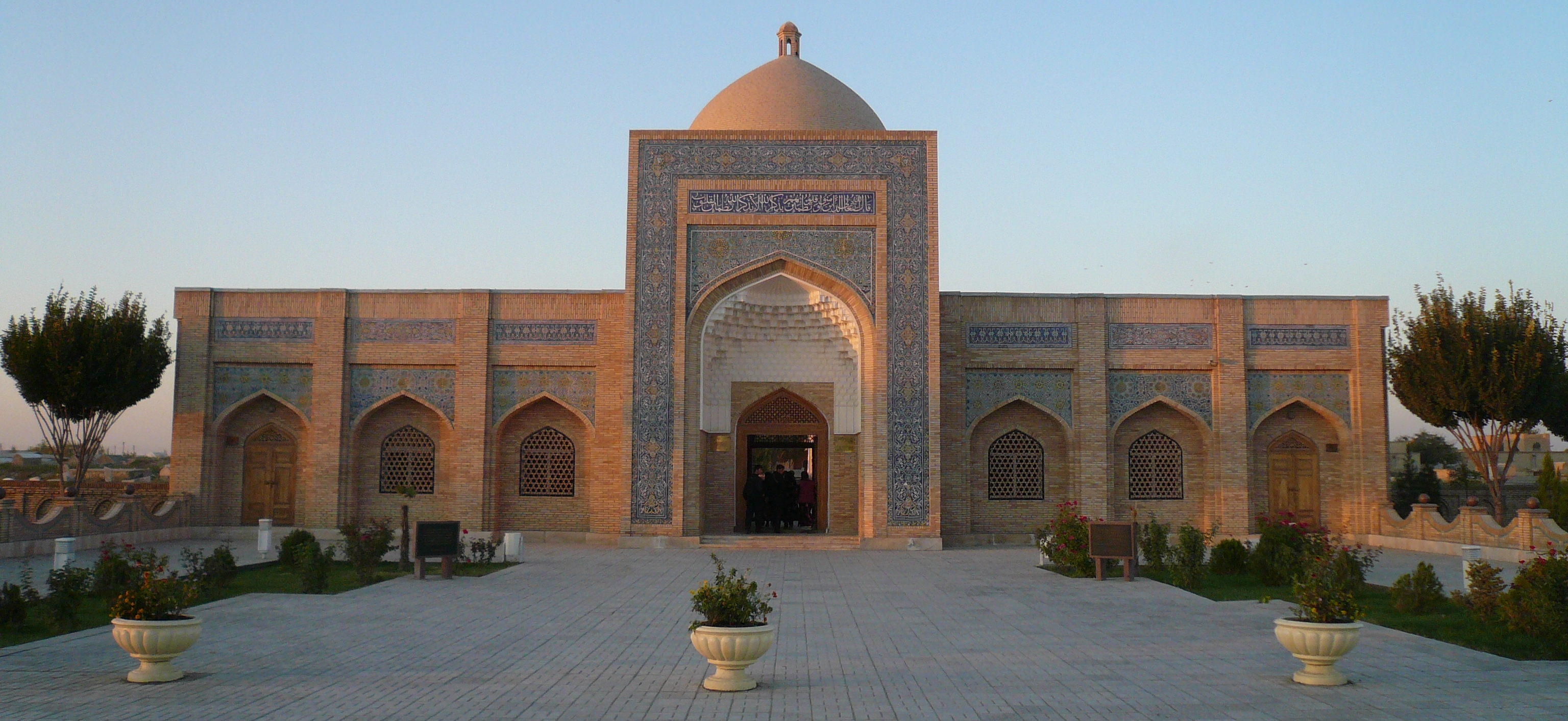
Vstupní brána do areálu Mauzolea Bahauddina Nakšbándího
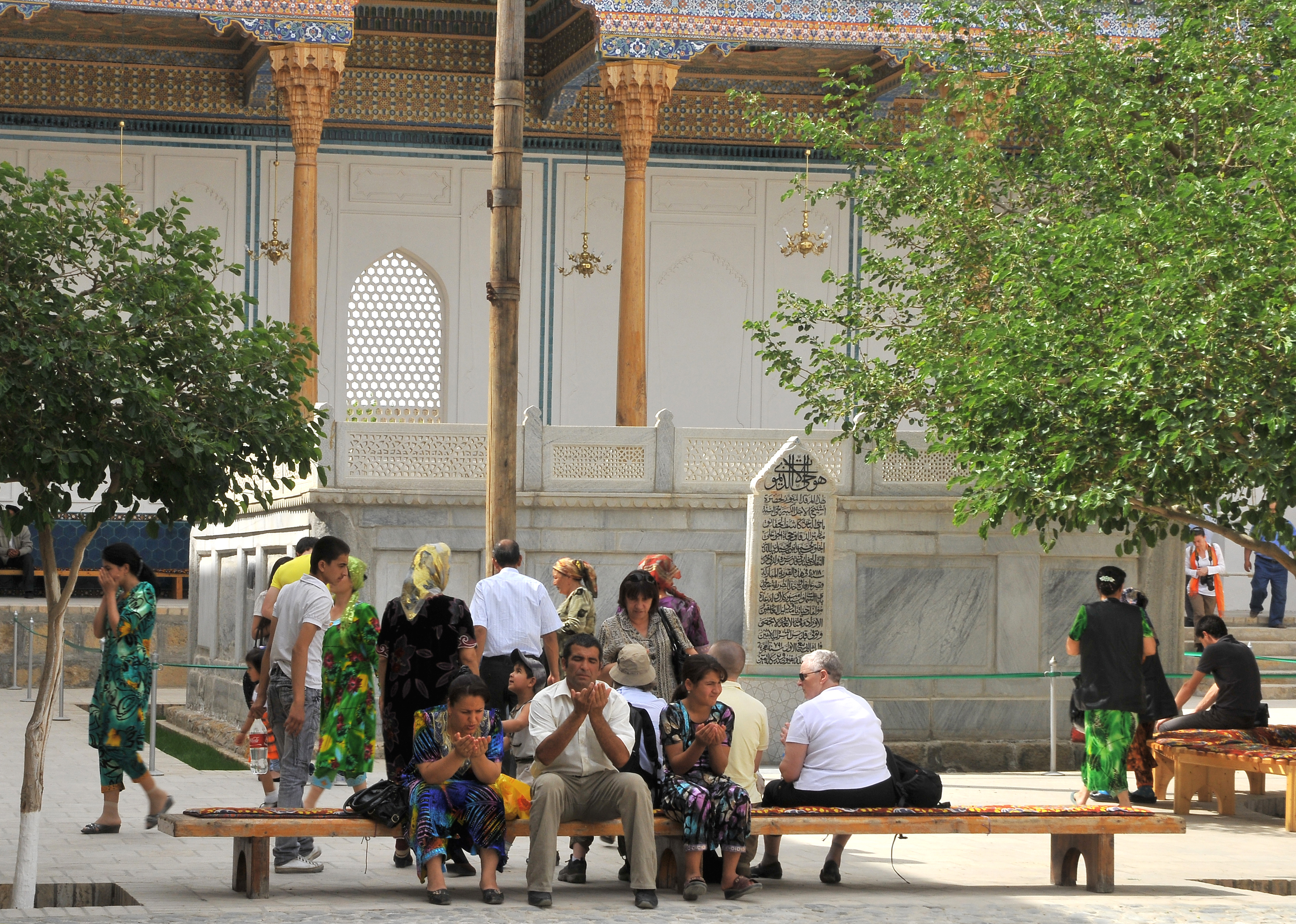
Hlavní nádvoří s hrobem Bahauddina Nakšbándího
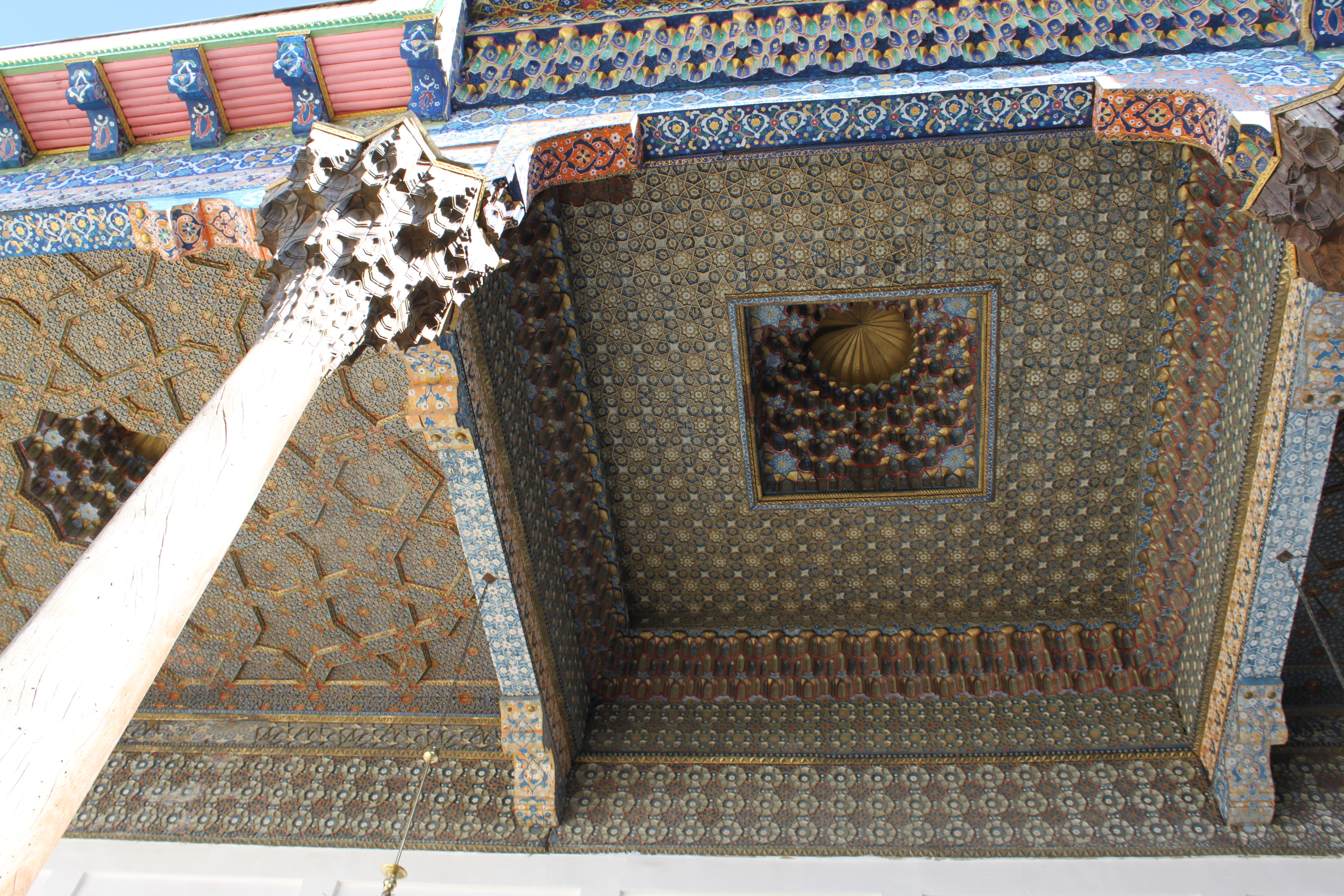
Zdobení stropu ívánu Mauzolea Bahauddina Nakšbándího
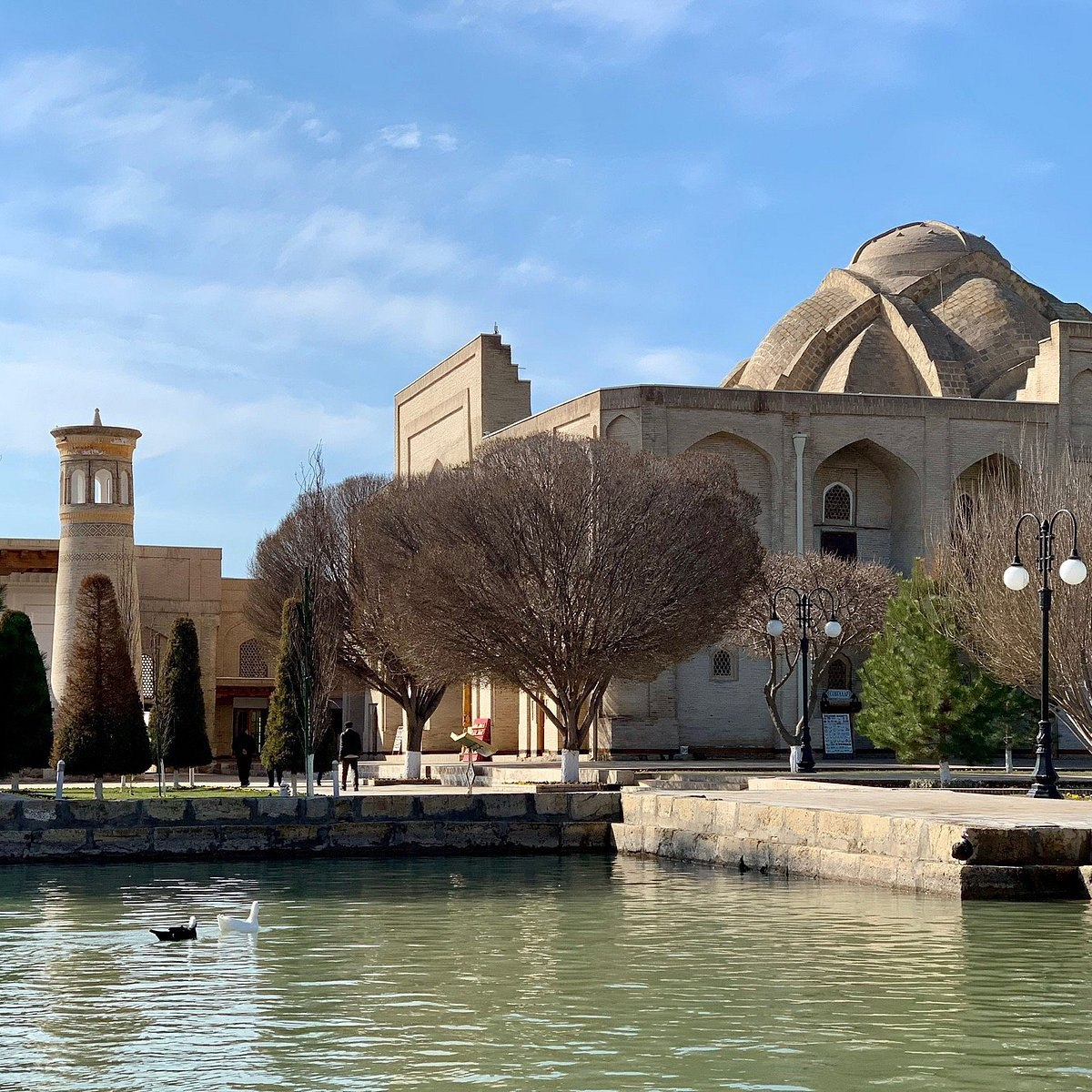
Vodní nádrž v komplexu mauzolea